# منزل حميد (بعدان)

تعديل مصدري - تعديل

منزل حميد هي إحدى قرى عزلة الدعيس بمديرية بعدان التابعة لمحافظة إب، بلغ تعداد سكانها 805 نسمة حسب تعداد اليمن لعام 2004.